# FC Kamza
Maillots
Le FC Kamza est un club de football professionnel basé à Kamëz en Albanie. Le club joue en première division. 

## Histoire
Fondé le 10 septembre 1936, il n'est promu en Superliga que pour la saison 2011-2012, en étant relégué immédiatement. Promu à nouveau en 2017, il se maintient en Division 1 pour la saison 2018-2019, mais à la suite de l'agression d'un arbitre lors de la 24e journée, après le match à domicile contre KF Laç, le club est exclu du championnat.

## Palmarès
- Championnat d'Albanie de deuxième division
  - Champion : 2017.

- Championnat d'Albanie de troisième division
  - Champion : 1987, 1998.